# Code of Honor 3: Desperate Measures
Code of Honor 3: Desperate Measures (название игры в России — Code of Honor 3: Современная война), игра в жанре шутер от первого лица, разработанная и изданная компанией CITY Interactive, и выпущенная в России компанией Новый диск 4 августа 2009 года на PC.

## Сюжет игры
Из-за мирового экономического кризиса на улицах Парижа стало неспокойно. Городские окраины стали надёжной опорой для террористов, наёмников и торговцев оружием - одним словом, преступный мир процветает на руинах общества. Обеспокоенное обстановкой, правительство Франции вводит в столицу подразделения Иностранного легиона. И почти сразу в Париже развернулись боевые действия.